# Frederik Vilhelm von Holstein

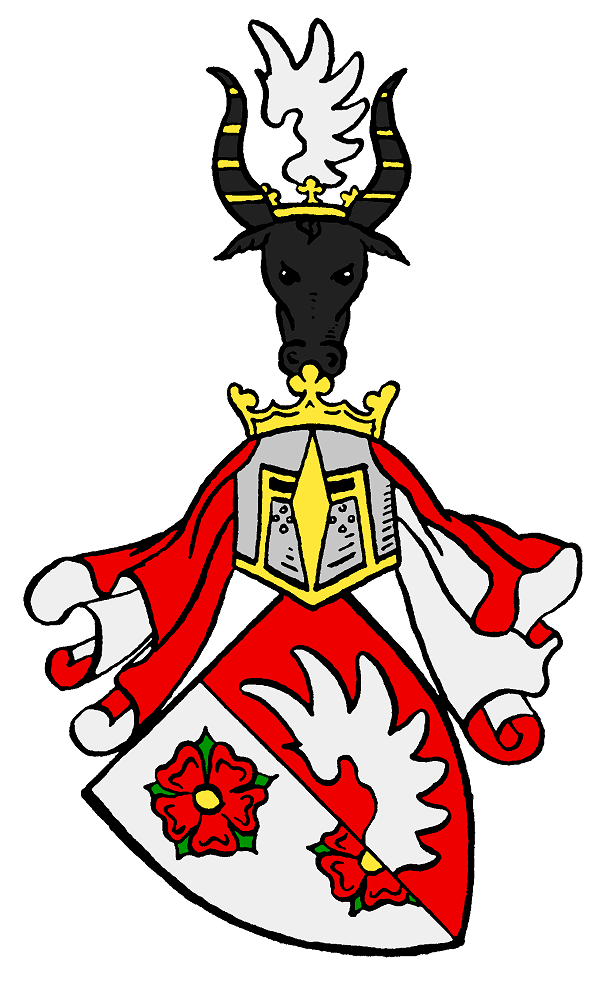
Wappen derer von Holstein

Frederik Vilhelm von Holstein, auch Friedrich Wilhelm von Holstein (* 25. Februar 1703; † 15. Januar 1767 in Schleswig) war ein dänischer Amtmann und Hofbeamter.

## Leben
Friedrich Wilhelm von Holstein war ein Sohn des dänischen Geheimrats Johann Georg von Holstein (1662–1730) aus dessen erster Ehe mit Frederikke Joachime, geb. von Bülow (1677–1725). Carl von Holstein, Georg Frederik von Holstein und Johan Ludvig von Holstein (ab 1750 Graf von Holstein-Ledreborg) waren seine Brüder.
Nach seinem Schulbesuch und einer längeren Kavalierstour durch Frankreich, Holland und Deutschland trat er 1722 als Kammerjunker bei der Kronprinzessin Sophie Magdalene von Brandenburg-Kulmbach in den dänischen Hofdienst. Als Sophie 1730 als Gemahlin von Christian VI. dänische Königin wurde, ernannte Christian VI. Holstein zum Kammerherrn. Als Ende des Jahres 1730 Holsteins Vater starb, erhielt Frederik Vilhelm von Holstein dessen Amt als Amtmann von Tønder Amt. 1767 starb er in Schleswig.
Holstein heiratete am 27. August 1737 Margrethe Hedevig, geb. von Ahlefeldt (* ca. 1717; † 6. Januar 1781 in Schleswig), die jüngste Tochter von Wulf Christian von Ahlefeldt († 1722) auf Lammershagen. Das Paar hatte einen Sohn, Christian Friedrich von Holstein († 1771) auf Perdoel (Belau), sowie die Tochter Christina Friderica von Holstein (1741–1812).
Frederik Vilhelm wurde in der von seinem Schwiegervater 1717 erworbenen Ahlefeldt-Kapelle in der Lübecker Aegidienkirche beigesetzt, ebenso Margrethe Hedevig und Christian Friedrich von Holstein.

## Auszeichnungen
- 1736 Dannebrogorden, Ritter
- 1744 Titel Geheimrat
- 1755 Titel Geheimer Konferenzrat